# Metheny Mehldau Quartet
Metheny Mehldau Quartet is een muziekalbum van de Amerikaanse gitarist Pat Metheny, opgenomen in New York, in samenwerking met de toetsenist Brad Mehldau. Het is het tweede album van beide artiesten samen, overigens zijn de tracks van beide albums opgenomen tijdens dezelfde sessies (eind 2005). Overige musici zijn Larry Grenadier op contrabas en Jeff Ballard op slagwerk.

## Composities
1. A night away (Metheny / Mehldau)(7:59)
2. The sound of water (Metheny)(3:53)
3. Fear and trembling (Mehldau)(6:56)
4. Don’t wait (Metheny)(7:08)
5. Towards the light (Metheny)(8:10)
6. Long before (Metheny)(6:57)
7. En la tierra que no olvida (Metheny)(7:43)
8. Santa Cruz slacker (Mehldau)(6 :09)
9. Secret beach (Mehldau)(9:07)
10. Silent movie (Metheny )(6:03)
11. Marta’s theme (Metheny)(2:31)

Marta’s theme komt uit de film Passagio per il Paradiso.